# Luigi Ettore Picasso
Luigi Ettore Picasso (* 3. März 1935 in Genua) ist ein italienischer Physiker.
Luigi Ettore Picasso war ein Schüler von Luigi Radicati an der Scuola Normale Superiore in Pisa (Laurea 1957) und wurde Assistent (1960) und nach Habilitation (Libero docente 1967) 1969 Lehrbeauftragter und ab 1980 Professor an der Universität Pisa. Außerdem war er am Istituto Nazionale di Fisica Nucleare.
Als theoretischer Physiker befasste er sich mit Elementarteilchenphysik, Quantenmechanik und Quantenfeldtheorie.
1966 entdeckte er zusammen mit Elio Fabri das nach beiden benannte Fabri-Picasso-Theorem, nach dem zu gebrochenen Symmetriegruppen keine Noether-Ladungen existieren.

## Schriften
- mit Emilio d’Emilio: Problems in Quantum Mechanics, with solutions, Springer 2011
- Lectures in Quantum Mechanics: a two-term course, Springer 2016 (Engl. Übersetzung: Emilio d’Emilio)
- Lezioni di Fisica Generale, 2 Bände, Edizioni ETS, Pisa 1999